# Cynanchum parviflorum
Cynanchum parviflorum là một loài thực vật có hoa trong họ La bố ma. Loài này được (R. Br.) Alain mô tả khoa học đầu tiên năm 1963.